# 番西邦峰
番西邦峰（越南語： ⓘ），是越南境内黄连山脉的主峰，位于老街省境内，西北距著名旅游胜地沙垻坊9公里，海拔3,143公尺，是法属印度支那（越南、寮国与柬埔寨）最高峰。
越南测量、地图与地理信息局2019年6月26日在河内市举行的新闻发布会上公布越南番西邦最高峰海拔3147.3米，比于1909年法国人所测量番西邦峰最高峰海拔3143米高約4米。

## 登山

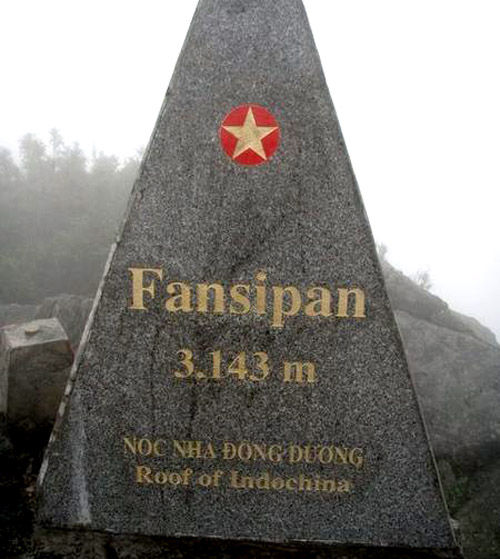

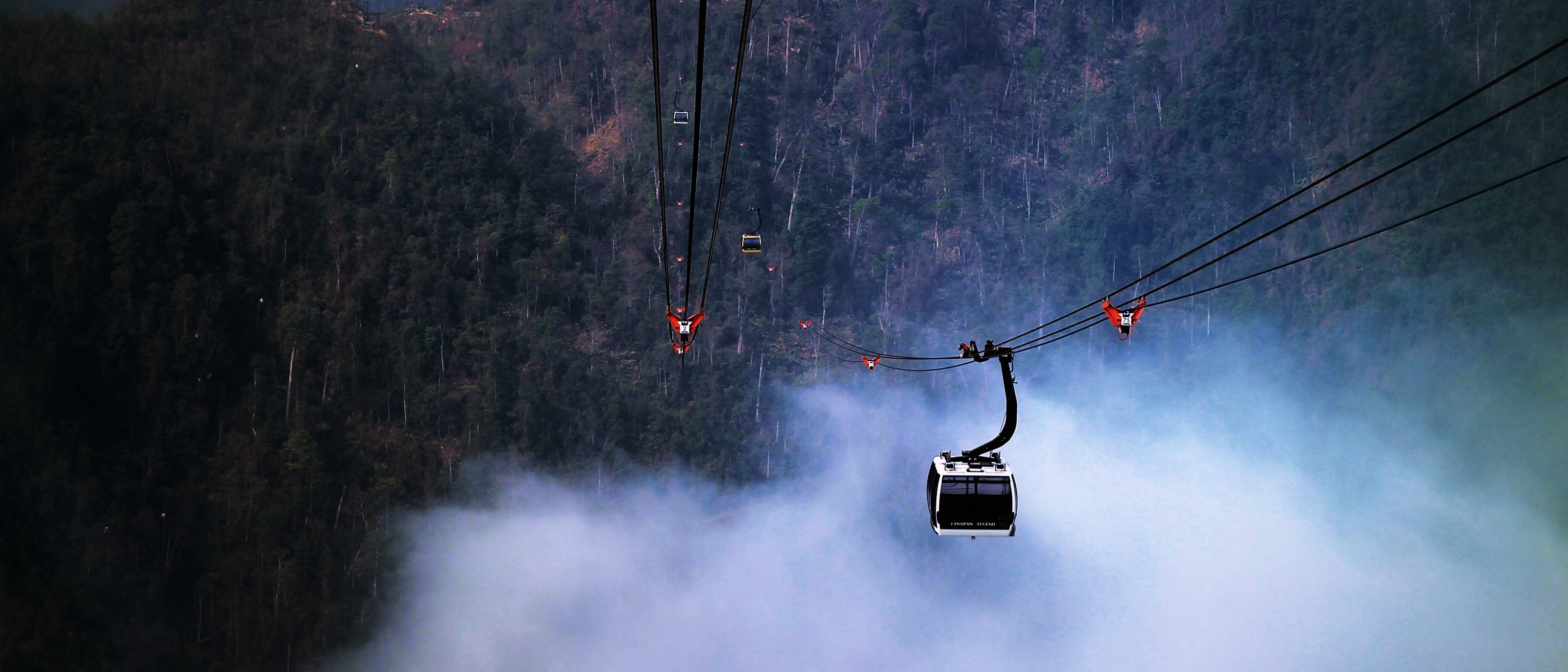
2016年開始運作的登山吊車

### 遠足
徒步攀登番西邦峰的難度相當高且相當費力，來回沙垻需要大約5天的腳程，海拔1,500米（4,900英尺）處有補給站，可以為客人提供住宿及膳食。

### 吊車
吊車服務於2016年2月2日開始營運，往來番西邦峰的山頂與沙垻附近的孟化谷（Muong Hoa Valley），單程大約20分鐘。